# 井上知幸
井上 知幸（いのうえ ともゆき、1959年9月26日 - ）は、日本の放送作家。東京都出身（深川生まれ）。1985年、國學院大學文学部卒業。日活入社後、テレビ企画部、児童映画部を経て放送作家の道へ。1987年、『コメディー素晴らしき毎日』（NHK）でデビュー。『鶴瓶の家族に乾杯』などの番組を構成する。『今夜も生でさだまさし』ではアシスタント兼構成作家として出演。

## 主な担当番組

### テレビ番組
- サザエさん
- ウッチャンナンチャンのやるならやらねば!
- 笑う犬の冒険
- 新春!爆笑ヒットパレード
- 27時間テレビ（2001年 - 2003年・2005年）
- お笑いフィナンシャルジャパン
- 王道バラエティ つかみはOK!
- 日立 世界・ふしぎ発見!
- ヴィレッジ吉本
- 鶴瓶の家族に乾杯
- ふたりのビッグショー
- ポップジャム
- BS日本のうた
- きよしとこの夜
- NHK紅白歌合戦
- 題名のない音楽会
- 今夜も生でさだまさし（兼・出演）
- ブラタモリ

### 演劇
- PARCO劇場での宮本亞門・演出のミュージカル共同脚本
  - ガールズ・タイム
  - ボーイズ・タイム
- サンリオピューロランドにおいて
  - ハローキティドリームレビュー
- 劇団シニアグラフィティ
  - 終着駅
  - 時の流れに身をまかせ